# Presidentsverkiezingen in de Oranje Vrijstaat 1868
De presidentsverkiezingen in de Oranje Vrijstaat van 12 november 1868 waren de vijfde verkiezingen voor het ambt van staatspresident van de Oranje Vrijstaat. Zittend staatspresident Johannes Henricus Brand werd herkozen. Er waren geen tegenkandidaten.

## Geschiedenis
De verkiezingen volgden op het aflopen van de eerste termijn van Brand, die tijdens de verkiezingen van 1863 voor het eerst gekozen was.
Omdat tijdens de verkiezingen een troepenmacht van zo'n 300 Boeren zich in het grensgebied bevonden, stond de Volksraad het toe, dat de bevelvoerend officier een kiesbijeenkomst zou organiseren, zodat de stemgerechtigde burgers aldaar hun stemrecht konden uitoefenen.

## Uitslag
In totaal kreeg Brand 3.285 stemmen. De opkomst lag daarmee onder de 50%. The Friend of the Free State and Bloemfontein Gazette schatte dat er in de Oranje Vrijstaat tussen de 7.000 en 8.000 stemgerechtigden waren.
De stemmen waren als volgt verdeeld over de districten:
| District          | Aantal stemmen |
| ----------------- | -------------- |
| Bloemfontein      | 610            |
| Fauresmith        | 337            |
| Smithfield        | 328            |
| Philippolis       | 82             |
| Bethulie          | 103            |
| Harrismith        | 203            |
| Boshof            | 189            |
| Winburg           | 594            |
| Jacobsdal         | 52             |
| Kroonstad         | 456            |
| Betwiste gebieden | 331            |
| Totaal            | 3285           |

Presidentsverkiezingen: 1854 · 1855 · 1859 · 1863 · 1868 · 1873 · 1878 · 1883 · 1888 · 1893 · 1896